# 帕特南鎮區 (艾奧瓦州費耶特縣)
帕特南鎮區（Putnam Township），美国艾奥瓦州费耶特县的一个鎮區，总面积94.69平方公里，总人口313（2010年美国人口普查）。